# Ernietta
Genre
Ernietta est un genre éteint d'erniettomorphes de la famille des Erniettidae.

## Distribution et époque
Cet animal très primitif a été découvert au comté de Nye, aux États-Unis. Il vivait durant la période de l'Édiacarien, .

## Taxinomie
Ce genre a été décrit pour la première fois en 1966 par le naturaliste Hans D. Pflug.

### Liste des espèces
Les espèces selon Paleobiology Database (1er mars 2014) sont :
- † Ernietta plateauensis Pflug, 1966 ;
- † Ernietta tschanabis Pflug, 1972.

Auxquelles est parfois ajoutée :
- † Ernietta aarensis Pflug, 1972.

### Protologue
- (de) Hans D. Pflug, « Neue Fossilreste aus den Nama-Schichten in Südwest-Afrika », Paläontologische Zeitschrift, vol. 40, nos 1-2,‎ 1er mai 1966, p. 14-25 (ISSN 0031-0220 et 1867-6812, DOI 10.1007/BF02987628, lire en ligne, consulté le 1er mars 2014).